# Яблонський Петро Олексійович
Петро Олексійович Яблонський (24 серпня 1884 — †?) — полковник Армії УНР.

## Біографія
Закінчив Володимирський Київський кадетський корпус, Єлісаветградське кавалерійське училище (1905).
Станом на 1 січня 1910 р. — поручик 12-го драгунського Стародубівського полку (Волочиськ), у складі якого брав участь у Першій світовій війні. Був нагороджений  Георгіївською зброєю (24 лютого 1915). Останнє звання у російській армії — підполковник.
З 15 квітня 1918 р. — голова подільського кінно-ремонтного депо. З 15 жовтня 1919 р. — начальник Державної стайні УНР (до 20 грудня 1919).
З 1 червня 1920 прилучений до Головного ремонтного управління Військового міністерства УНР.
З 5 серпня 1920 р. — прилучений до управління начальника Тилу Армії УНР.
З 6 жовтня 1920 р. — комендант м. Кам'янець-Подільський (до 21 листопада 1920).
У 1920—1921 рр. був приділений до штабу 6-ї Січової стрілецької дивізії Армії УНР.
Подальша доля невідома.